# Швидкий Павло Миколайович
Швидки́й Павло́ Микола́йович (нар. 15 липня 1948, Березоточа, СРСР — пом. 24 січня 2022, Київ, Україна) — радянський та український лікар і фізіотерапевт, масажист футбольного клубу «Динамо» (Київ). Заслужений працівник фізичної культури і спорту України.

## Життєпис
Павло Швидкий розпочав професійну кар'єру в 1971 році, влаштувавшись фельдшером до Київської станції швидкої допомоги. Цю посаду він обіймав протягом трьох років, після чого з 1974 по 1980 рік працював масажистом лікарні № 2 міста Києва. У 1980 році потрапив до медичної системи футбольного клубу «Динамо» (Київ), де обіймав посаду масажиста першої команди. Працював тренером-масажистом збірної України з футболу, готував команду до матчів Чемпіонату світу 2006. З 2008 року — фізіотерапевт основного складу «Динамо».
Помер 24 січня 2022 року в Києві.

## Державні нагороди
- Орден «За заслуги» III ст. (13 травня 2016) — за вагомі особисті заслуги у розвитку і популяризації вітчизняного футболу, піднесення міжнародного спортивного престижу України та з нагоди 30-річчя перемоги у фінальному матчі Кубка володарів кубків УЄФА, здобутої під керівництвом головного тренера футбольного клубу «„Динамо“ Київ», Героя України Лобановського Валерія Васильовича[2][3]
- Медаль «За працю і звитягу»[4]
- Заслужений працівник фізичної культури і спорту України